# Malmö Fotbollförening 2019
Questa voce raccoglie le informazioni riguardanti il Malmö Fotbollförening, meglio conosciuto come Malmö FF, nelle competizioni ufficiali della stagione 2019.

## Maglie e sponsor
Per il diciottesimo anno consecutivo, Puma è ancora sponsor tecnico. Volkswagen è invece main sponsor per il terzo anno di fila.

La prima maglia è azzurra come avviene abitualmente dal 1920, ma il colletto è bianco, così come bianca è anche la striscia che corre lungo le spalle e quella presente all'estremità delle maniche. La seconda divisa è interamente blu, fatta eccezione per le strisce su spalle ed estremità delle maniche che qui sono di colore azzurro. La terza divisa è di colore vinaccia, con le strisce che anche in questo caso sono azzurre.
| Casa | Trasferta | Terza divisa |  |

## Rosa
| N. |                      | Ruolo | Calciatore                     |
| -- | -------------------- | ----- | ------------------------------ |
| 1  | Rep. Ceca (bandiera) | P     | Dušan Melichárek               |
| 2  | Svezia (bandiera)    | D     | Eric Larsson                   |
| 3  | Danimarca (bandiera) | D     | Jonas Knudsen                  |
| 4  | Svezia (bandiera)    | D     | Behrang Safari (vice capitano) |
| 5  | Danimarca (bandiera) | C     | Søren Rieks                    |
| 6  | Svezia (bandiera)    | C     | Oscar Lewicki                  |
| 7  | Comore (bandiera)    | C     | Fouad Bachirou                 |
| 8  | Islanda (bandiera)   | C     | Arnór Ingvi Traustason         |
| 9  | Svezia (bandiera)    | A     | Markus Rosenberg (capitano)    |
| 11 | Svezia (bandiera)    | A     | Guillermo Molins               |
| 14 | Danimarca (bandiera) | C     | Anders Christiansen            |

| N. |                        | Ruolo | Calciatore       |
| -- | ---------------------- | ----- | ---------------- |
| 16 | Svezia (bandiera)      | D     | Felix Beijmo     |
| 17 | Svezia (bandiera)      | D     | Rasmus Bengtsson |
| 18 | Stati Uniti (bandiera) | C     | Romain Gall      |
| 19 | Svezia (bandiera)      | C     | Erdal Rakip      |
| 20 | Nigeria (bandiera)     | C     | Bonke Innocent   |
| 23 | Svezia (bandiera)      | A     | Marcus Antonsson |
| 24 | Danimarca (bandiera)   | D     | Lasse Nielsen    |
| 26 | Norvegia (bandiera)    | D     | Andreas Vindheim |
| 27 | Svezia (bandiera)      | P     | Johan Dahlin     |
| 31 | Svezia (bandiera)      | D     | Franz Brorsson   |
| 32 | Norvegia (bandiera)    | C     | Jo Inge Berget   |

## Risultati

### Allsvenskan

#### Girone di andata
| Arbitro: | Mohammed Al-Hakim |

|               |           |              |
| Antonsson 47’ | Marcatori | 77’ Irandust |

| Arbitro: | Kristoffer Karlsson |

|                                             |           |                |
| Sema 66’ Hallenius 81’ Hallenius 88’ (rig.) | Marcatori | 80’ Traustason |

| Arbitro: | Stefan Johannesson |

|                             |           |  |
| Antonsson 33’ Rosenberg 63’ | Marcatori |  |

| Arbitro: | Glenn Nyberg |

|  |           |           |
|  | Marcatori | 46’ Rieks |

| Arbitro: | Kristoffer Karlsson |

|                                                      |           |              |
| Traustason 52’ Antonsson 60’ Rieks 70’ Rosenberg 82’ | Marcatori | 12’ Tanković |

| Arbitro: | Bojan Pandžić |

|          |           |           |
| Nyman 5’ | Marcatori | 4’ Molins |

| Arbitro: | Mohammed Al-Hakim |

|                  |           |                            |
| Söderström 45+1’ | Marcatori | 6’ Rosenberg 25’ Rosenberg |

| Arbitro: | Victor Wolf |

|                                                          |           |              |
| Rosenberg 41’ Christiansen 61’ Rieks 88’ Rosenberg 90+3’ | Marcatori | 57’ Ishizaki |

| Göteborg 16 maggio 2019, ore 19:00 9ª giornata | IFK Göteborg         | 0 – 0 referto | Malmö FF | Gamla Ullevi\| Arbitro: \| Martin Strömbergsson \| |
| Arbitro:                                       | Martin Strömbergsson |               |          |                                                    |

| Arbitro: | Bojan Pandžić |

|                  |           |  |
| Christiansen 74’ | Marcatori |  |

| Arbitro: | Andreas Ekberg |

|                                                                |           |  |
| Molins 26’ Antonsson 52’ Molins 65’ Rieks 71’ Christiansen 81’ | Marcatori |  |

| Arbitro: | Kristoffer Karlsson |

|                                          |           |            |
| Moros Gracia 42’ (aut.) Christiansen 77’ | Marcatori | 32’ Konate |

| Arbitro: | Bojan Pandžić |

|  |           |               |
|  | Marcatori | 18’ Rosenberg |

| Solna 30 giugno 2019, ore 15:00 13ª giornata | AIK                | 0 – 0 referto | Malmö FF | Friends Arena\| Arbitro: \| Stefan Johannesson \| |
| Arbitro:                                     | Stefan Johannesson |               |          |                                                   |

| Arbitro: | Magnus Lindgren |

|                                |           |                  |
| Antonsson 14’ Christiansen 68’ | Marcatori | 19’ (rig.) Rogić |

| Arbitro: | Kristoffer Karlsson |

|               |           |            |
| Karlström 68’ | Marcatori | 57’ Molins |

#### Girone di ritorno
| Arbitro: | Glenn Nyberg |

|                  |           |             |
| Christiansen 38’ | Marcatori | 26’ Haglund |

| Östersund 28 luglio 2019, ore 15:00 17ª giornata | Östersund            | 0 – 0 referto | Malmö FF | Jämtkraft Arena\| Arbitro: \| Martin Strömbergsson \| |
| Arbitro:                                         | Martin Strömbergsson |               |          |                                                       |

| Malmö 18ª giornata | Malmö FF | – Anticipata al 28 maggio | GIF Sundsvall | Stadion |

| Arbitro: | Mohammed Al-Hakim |

|             |           |                  |
| Friberg 79’ | Marcatori | 57’ Christiansen |

| Arbitro: | Adam Ladebäck |

|                                                                |           |  |
| Gall 7’ Rosenberg 30’ Traustason 54’ Traustason 57’ Molins 66’ | Marcatori |  |

| Arbitro: | Glenn Nyberg |

|  |           |                |
|  | Marcatori | 60’ Buya Turay |

| Arbitro: | Mohammed Al-Hakim |

|  |           |                                                                       |
|  | Marcatori | 3’ Rieks 32’ Rosenberg 51’ (rig.) Rosenberg 60’ Traustason 76’ Berget |

| Arbitro: | Andreas Ekberg |

|           |           |  |
| Rieks 56’ | Marcatori |  |

| Arbitro: | Magnus Lindgren |

|  |           |                                            |
|  | Marcatori | 62’ Molins 82’ (rig.) Berget 89’ Antonsson |

| Arbitro: | Glenn Nyberg |

|                                   |           |  |
| Rieks 13’ Rieks 32’ Rosenberg 38’ | Marcatori |  |

| Arbitro: | Patrik Eriksson |

|  |           |                  |
|  | Marcatori | 82’ Christiansen |

| Arbitro: | Martin Strömbergsson |

|            |           |  |
| Beijmo 62’ | Marcatori |  |

| Arbitro: | Glenn Nyberg |

|                           |           |  |
| Kačaniklić 15’ Magyar 88’ | Marcatori |  |

| Arbitro: | Bojan Pandžić |

|                                 |           |  |
| Christiansen 78’ Traustason 89’ | Marcatori |  |

| Arbitro: | Victor Wolf |

|  |           |                                                                    |
|  | Marcatori | 11’ Bengtsson 15’ Traustason 57’ Rieks 61’ Rosenberg 67’ Rosenberg |

### Svenska Cupen 2018-2019

#### Gruppo 1
| Arbitro: | Fredrik Klitte |

|                                    |           |                          |
| Antonsson 40’ Nielsen 71’ Gall 81’ | Marcatori | 43’ Alm 78’ (rig.) Ladan |

| Arbitro: | Robert Daradic |

|                       |           |                      |
| Kapčević 52’ Ahrn 89’ | Marcatori | 54’ (rig.) Antonsson |

| Arbitro: | Mohammed Al-Hakim |

|                               |           |  |
| Antonsson 3’ Christiansen 41’ | Marcatori |  |

### Svenska Cupen 2019-2020
| Arbitro: | Robert Daradic |

|  |           |                         |
|  | Marcatori | 57’ Berget 62’ Bachirou |

### UEFA Europa League 2018-2019
Le partite dei turni precedenti, disputate nell'anno solare 2018, sono riportate all'interno della voce Malmö Fotbollförening 2018.

#### Fase a eliminazione diretta
| Arbitro: | Aljaksej Kul'bakoŭ |

|                  |           |                        |
| Christiansen 80’ | Marcatori | 30’ Barkley 58’ Giroud |

| Arbitro: | Orel Grinfeld |

|                                        |           |  |
| Giroud 55’ Barkley 74’ Hudson-Odoi 84’ | Marcatori |  |

### UEFA Europa League 2019-2020

#### Turni preliminari
| Arbitro: | Igor Pajač |

|                                                                                       |           |  |
| Rosenberg 31’ Rosenberg 33’ Rakip 44’ Brorsson 46’ Rosenberg 48’ Molins 54’ Rakip 74’ | Marcatori |  |

| Arbitro: | Oskari Hämäläinen |

|  |           |                                                 |
|  | Marcatori | 27’ Safari 52’ Molins 68’ Rakip 79’ (rig.) Gall |

| Arbitro: | Michael Fabbri |

|                                |           |                             |
| Nicholson 37’ Gnezda Čerin 48’ | Marcatori | 42’ Bengtsson 52’ Antonsson |

| Arbitro: | Amaury Delerue |

|                                         |           |                           |
| Lewicki 21’ Rosenberg 32’ Bengtsson 83’ | Marcatori | 12’ Nicholson 45+1’ Karić |

| Arbitro: | Stuart Attwell |

|                                          |           |  |
| Bengtsson 36’ Christiansen 66’ Rieks 74’ | Marcatori |  |

| Arbitro: | Artyom Kuchin |

|                     |           |  |
| Šovšić 90+1’ (rig.) | Marcatori |  |

#### Spareggi
| Arbitro: | Paweł Raczkowski |

|                                         |           |  |
| Rosenberg 36’ Bengtsson 40’ Lewicki 47’ | Marcatori |  |

| Arbitro: | Serdar Gözübüyük |

|  |           |           |
|  | Marcatori | 7’ Molins |

#### Fase a gironi
| Arbitro: | Aleksandar Stavrev |

|                 |           |  |
| Bujal's'kij 84’ | Marcatori |  |

| Arbitro: | Deniz Aytekin |

|               |           |                      |
| Rosenberg 55’ | Marcatori | 45+5’ (aut.) Nielsen |

| Arbitro: | Rob Harvey |

|                              |           |            |
| Berget 13’ (rig.) Molins 32’ | Marcatori | 50’ Gerndt |

| San Gallo 7 novembre 2019, ore 18:55 4ª giornata | Lugano            | 0 – 0 referto | Malmö FF | Kybunpark\| Arbitro: \| Giorgi Kruashvili \| |
| Arbitro:                                         | Giorgi Kruashvili |               |          |                                              |

| Arbitro: | Pavel Královec |

|                                                      |           |                                       |
| Bengtsson 2’ Rosenberg 48’ Rakip 57’ Rosenberg 90+6’ | Marcatori | 18’ Mykolenko 39’ Cyhankov 77’ Verbič |

| Arbitro: | Davide Massa |

|  |           |                             |
|  | Marcatori | 77’ (aut.) Papagiannopoulos |

#### Fase a eliminazione diretta
Le due partite dei sedicesimi di finale contro il Wolfsburg, disputate nell'anno solare 2020, sono riportate all'interno della voce Malmö Fotbollförening 2020.